# قصر الرياح
شُيد قصر الرياح (بالأردية: ہوا محل) في القرن الثامن عشر سنة 1799 في جَيْبور عاصمة ولاية راجستان في الهند. وهو من أجمل المباني في العمارة الراجبوتية.

## تاريخه
فقد بُني الهيكل في عام 1799 عن طريق المهراجا ساواي براتاب سينغ. وقد صمم لال تشاند اوستاد قصر حواء محال على شكل تاج كريشنا وهو إله الهندوس، ويتكون من خمسة طوابق خارجية فريدة من نوعها وهو أقرب إلى شكل خلية نحل العسل مع 953 نافذة صغيرة لها تسمى جاهاروكهاز كما أنها مزخرفة على شكل شعرية معقدة.
وكان القصد الأصلي من شعرية لكي تسمح لسيدات الأسرة المالكة مراقبة الحياة اليومية التي تحدث في الشارع دون أن يُنظر إليهم بما انهم اضطروا إلى طاعة صارما «البردة» (غطاء الوجه)، كما تسمح شعرية الهواء البارد من تأثير فنتوري (طبيب نسيم) من خلال نمط معقد لتكييف هواء المنطقة كلها أثناء ارتفاع درجات الحرارة في فصل الصيف.
في عام 2006 نُفذت عمليات الترميم والتجديد على قصر محال بعد توقف دام 50 عامًا لإجراء تحسين على النصب وقد كانت تكلفته تقدر ب 4568000000 روبية، كما أيضا أعار قطاع الشركات المساعدة للحفاظ على المعالم

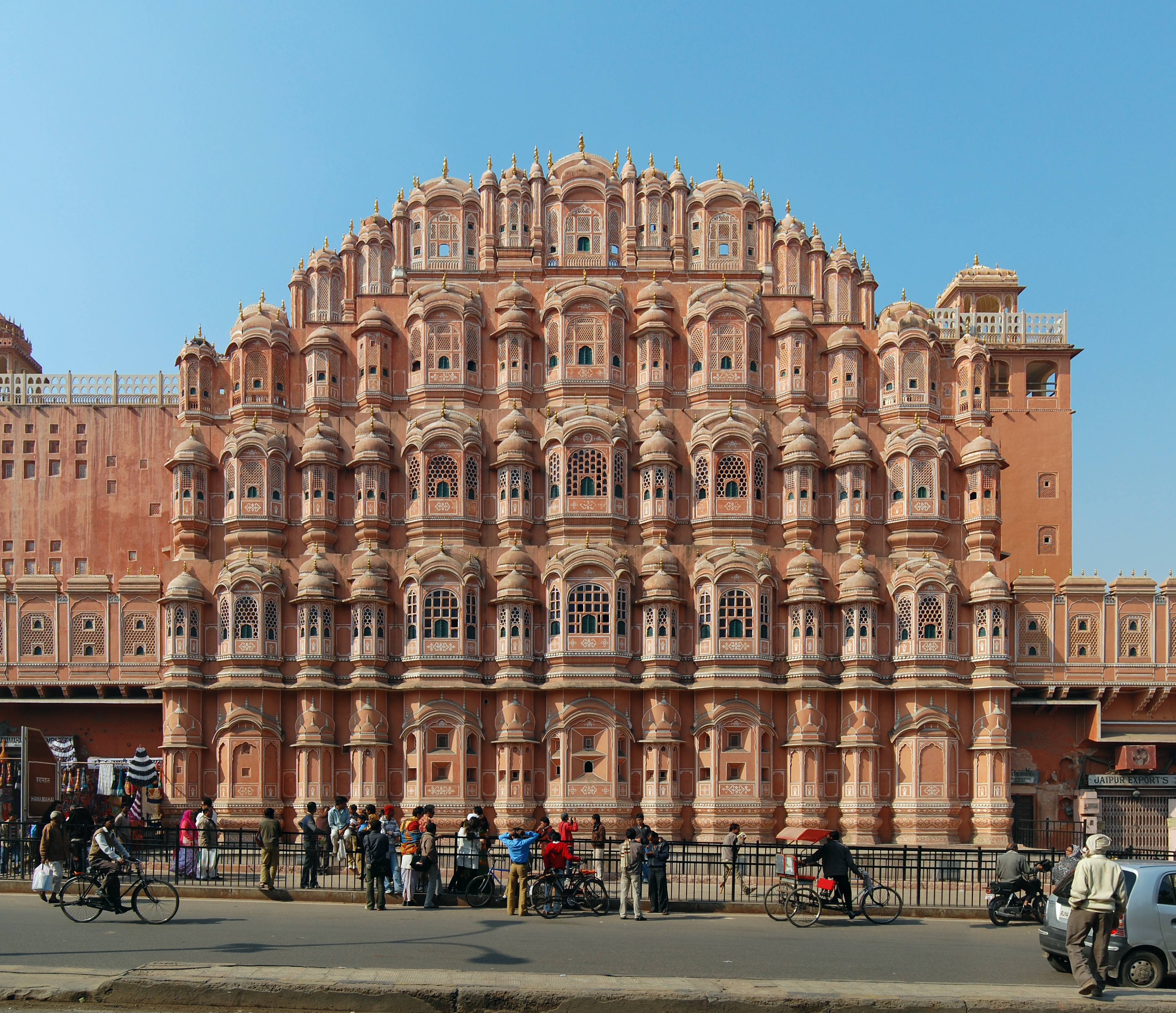
حواء محال

التاريخية لجايبور وبوجود واحة الثقة في الهند التي اعتمدت على حواء محال للحفاظ على القصر، فالقصر هو جزء ممتد من مجمع ضخم، فتعتبر الشاشات المنحوتة من الحجر والنوافذ البابية الصغيرة والسقوف المقوسة هي بعض من الميزات الموجودة في هذا المكان هذه البقعة السياحية الشعبية.النصب أيضا مصمم بدقة افاريز معلقة تماما مثل غيرها من المعالم الأثرية في جايبور كما أيضا تم بناء القصر من الحجر الملون بالوردي والأحمر.

## الخصائص المعمارية
تم بناء القصر على شكل هرم ذو خمس طوابق يبلغ ارتفاعه 15 مترا انطلاقا من  قاعدته المرتفعة. زينت واجهته بمئات من النوافذ والشرفات صمّمت على شكل خلايا النحل يبلغ عددها 953 نافذة، تجعل الضوء يعم جميع أنحاء القصر. صغر هذه النوافذ كان يسمح لـالحريم الملكي برؤية ما يدور خارج القصر بكامل سرية.
صُمّم القصر وفقا لقواعد العمارة الراجبوتية و بطريقة تسمح لـالرياح بأن تهب داخل جميع طوابق المبنى.

## معلومات للزوار
يدعى القصر ب «نموذج للعمارة خيالية» حيث يقع جنوب مدينة جايبور عند تقاطع الطريق الرئيسي الذي يسمى (مربع الأربع الكبرى). مدينة جايبور ترتبط بطريق البر والسكك الحديدية والمواصلات الجوية مع بقية البلاد بشكل جيد
ومحطة سكة حديد جايبور هي عبارة عن محطة رئيسية مركزية على خط واسع للخطوط الحديدية الهندي. كذلك تتصل جايبور بالطرق الرئيسية والمطار الدولي في سانقانير (Sanganer) على بعد مسافة تصل 13 كيلومتر (8.1 ميل) عن المدينة.
يكون الدخول إلى حواء محال ليس من الامام بل من جانبي الطرف الخلفي لها.سر اماما لمواجهة حواء محال ثم انعطف يمينا ثم مرة أخرى انعطف إلى أول منعطف يمينا حتى يوصل بك إلى مدخل الممر ثم إلى جانب الخلفي من المبنى.
ومما يلفت النظر بشكل خاص عند رؤيتها في وقت مبكر من صباح حيث انها مضاءة بالنور الذهبي بسبب شروق الشمس.

## معرض الصور

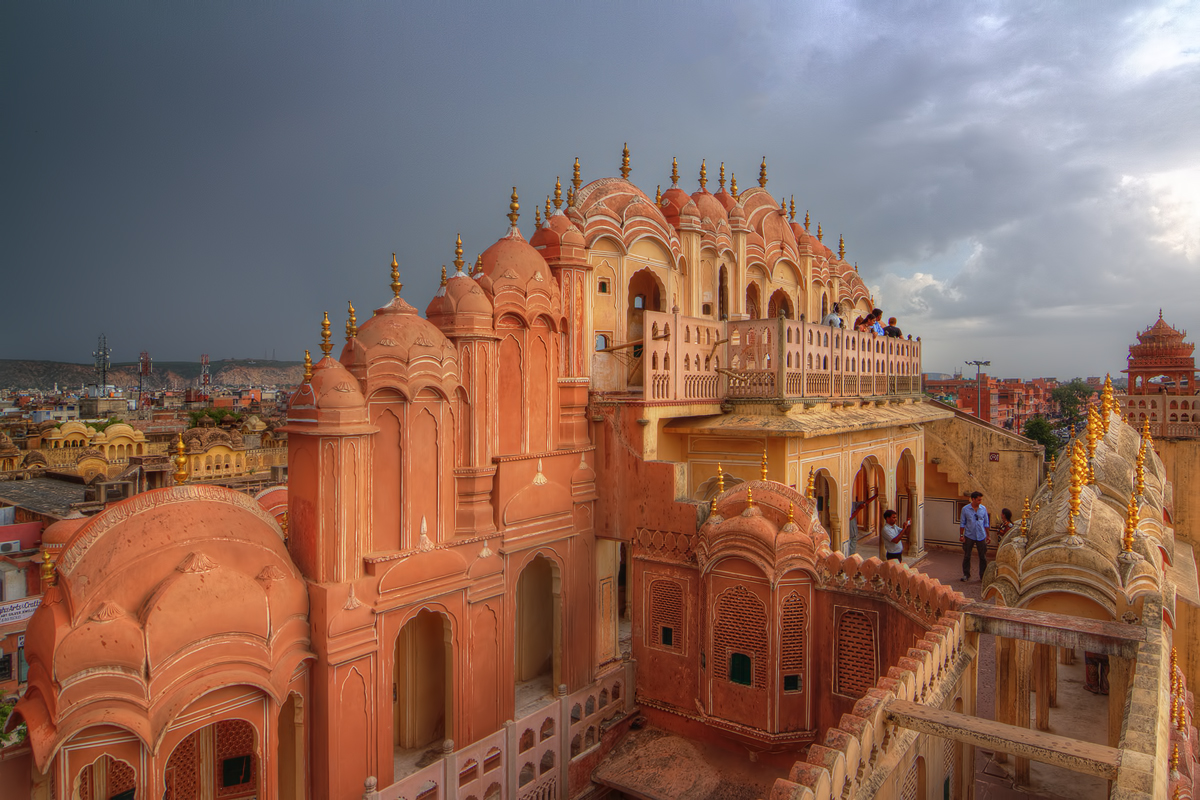
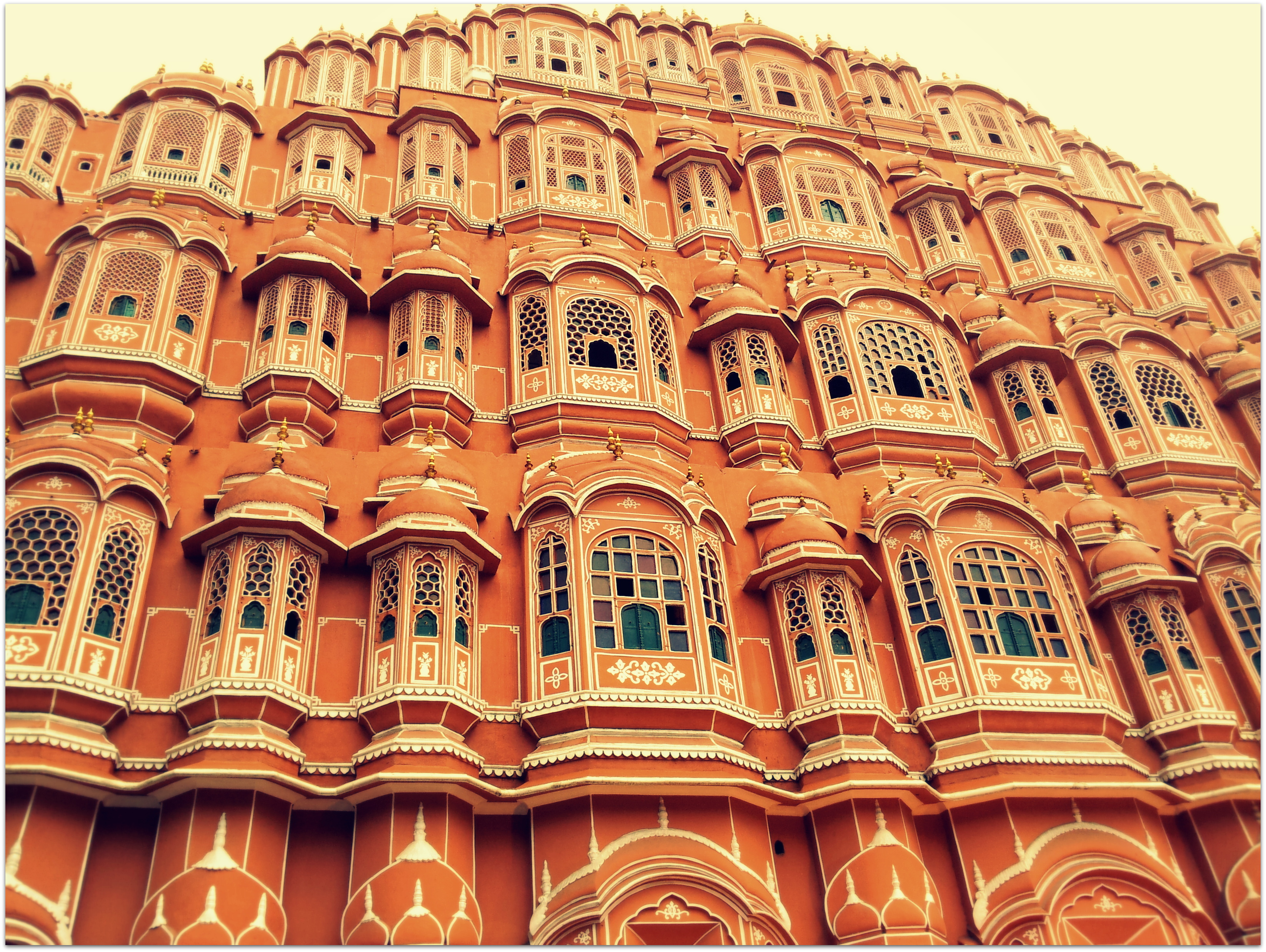
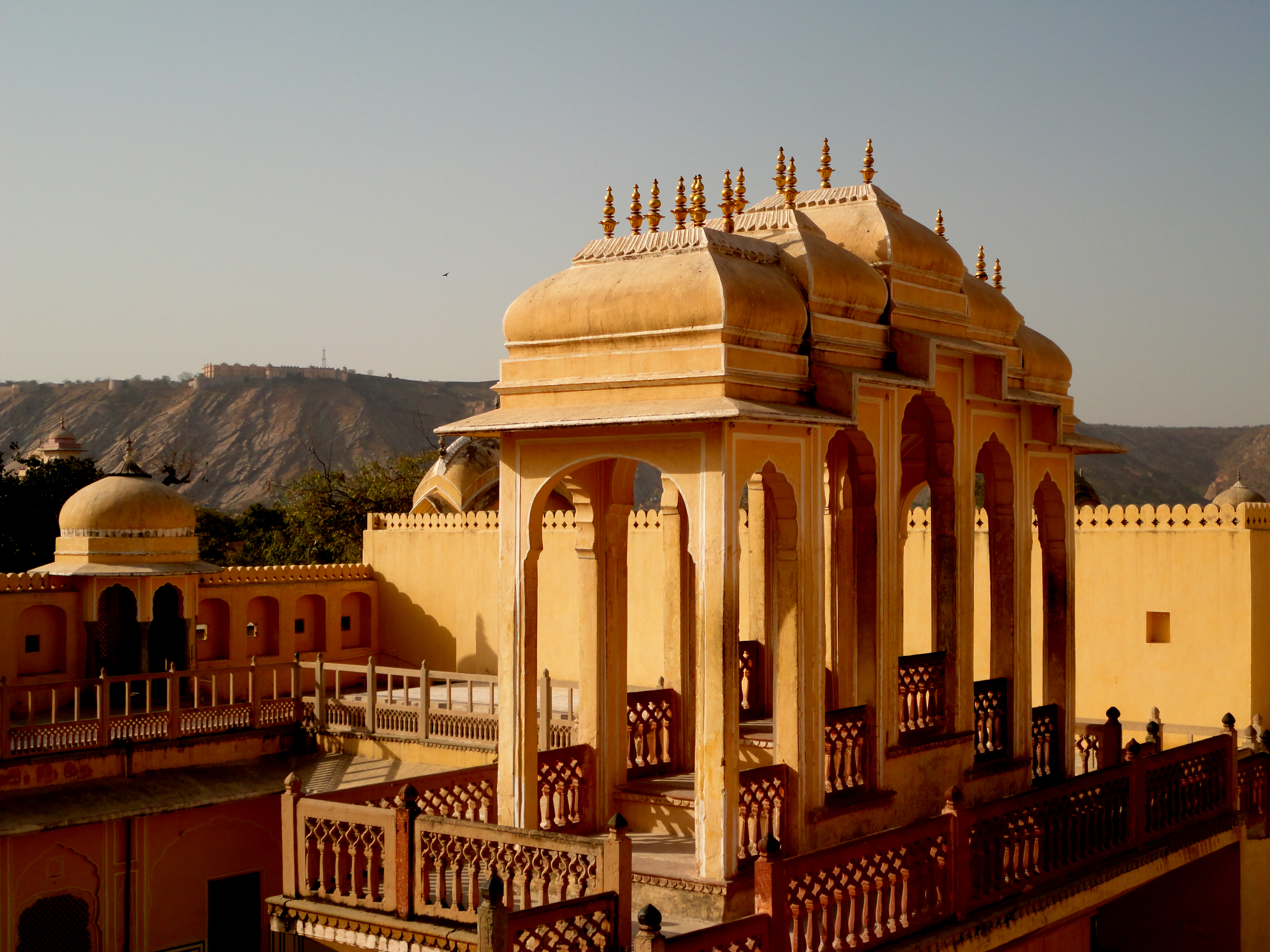
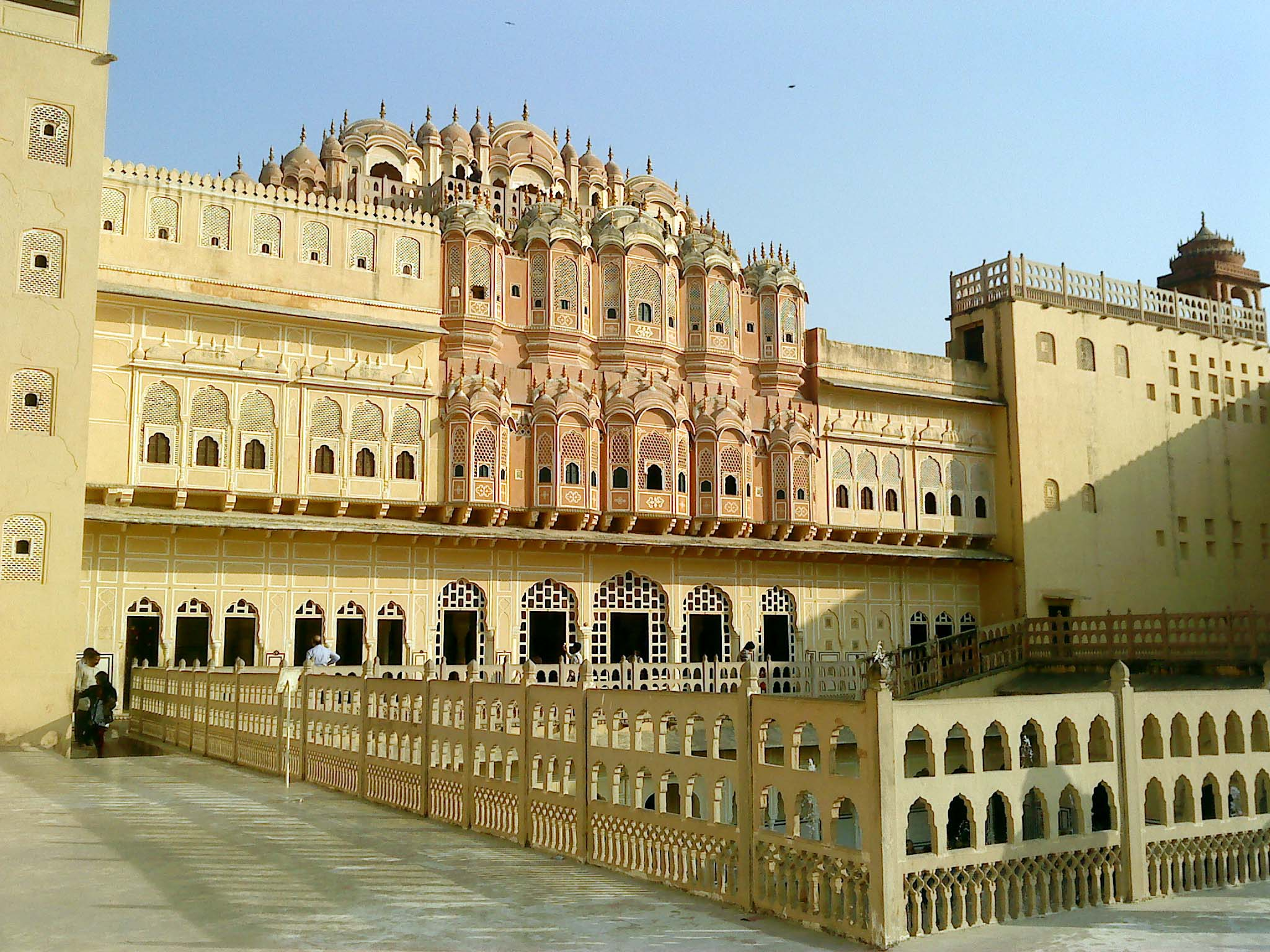

### مقالات ذات صلة
- العمارة الهندية